# آبرناتی (آلاباما)
آبرناتی (به انگلیسی: Abernathy) یک منطقهٔ مسکونی در ایالات متحده آمریکا است که در آلاباما واقع شده است. آبرناتی ۳۱۲٫۱۲ متر بالاتر از سطح دریا قرار دارد.